# نور سورر
نور سورر (بالتركية: Nur Sürer)‏ هي ممثلة تركية ولدت في يوم 21 حزيران 1954 في مدينة بورصة في تركيا، مثلت في مسلسلات عديدة وأشهرها مسلسل سنوات الضياع في سنة 2005 ومسلسل عاصي في 2007 ومسلسل ليلى ومسلسل تتار رمضان.

## روابط خارجية
- نور سورر على موقع IMDb (الإنجليزية)
- نور سورر على موقع ألو سيني (الفرنسية)
- نور سورر على موقع أول موفي (الإنجليزية)
- نور سورر على موقع قاعدة بيانات الفيلم (الإنجليزية)
- نور سورر على موقع كينوبويسك (الروسية)